# 阿洛伊斯·比尔
阿洛伊斯·比尔（德語：Alois Bierl，1943年9月8日—），德国男子赛艇运动员。他曾代表西德参加1972年夏季奥林匹克运动会赛艇比赛，获得男子四人单桨有舵手金牌。